# Wenduinebank
Wenduinebank är en sandbank i Nordsjön, 6 km från Belgiens kust och kommunerna Bredene och De Haan. Den ligger 110 km nordväst om huvudstaden Bryssel, inom det belgiska territorialvattnet. Sandbankens namn kommer från kustorten Wenduine och sträcker sig 20 kilometer från Bredene-Oostende till Zeebrygge.
Man planerade ett tag att bygga en vindkraftspark på sandbanken. Detta avvisades dock av Belgiens miljöminister Magda Aelvoet 2002 på grund av att havshorisonten skulle skymmas, det skulle vara en ökad risk för fraktolyckor och vindkraftsparken skulle ha förstört flyttfåglarnas rutt söderut.